# Liste der denkmalgeschützten Objekte in Pernersdorf
Die Liste der denkmalgeschützten Objekte in Pernersdorf enthält die 17 denkmalgeschützten, unbeweglichen Objekte der Gemeinde Pernersdorf.

## Denkmäler
| Foto |                 | Denkmal                                                                                 | Standort                                          | Beschreibung | Metadaten |
| ---- | --------------- | --------------------------------------------------------------------------------------- | ------------------------------------------------- | --- | --- |
| ja   | Datei hochladen | ehemalige Schule HERIS-ID: 16427 Objekt-ID: 12688                                       | Peigarten 15 Standort KG: Peigarten               | Zweigeschoßiger achtachsiger späthistoristischer Bau aus dem Jahre 1894. Fassade durch Putzquaderung im Erdgeschoß und Lisenen im Obergeschoß gegliedert. | BDA-Hist.: Q37814553 Status: Bescheid Stand der BDA-Liste: 2025-06-30 Name: ehemalige Schule GstNr.: 1551/22 Ehemalige Schule Peigarten, Gemeinde Pernersdorf                                |
| ja   | Datei hochladen | Fundzone Schmittenfeld HERIS-ID: 46440 Objekt-ID: 48455                                 | Schmittenfeld Standort KG: Peigarten              | Anmerkung: Archäologische Fundzone | BDA-Hist.: Q38021592 Status: Bescheid Stand der BDA-Liste: 2025-06-30 Name: Fundzone Schmittenfeld GstNr.: 1830, 1831                                                                        |
| ja   | Datei hochladen | Wegkapelle HERIS-ID: 16424 Objekt-ID: 12685                                             | Standort KG: Peigarten                            | Wegkapelle aus dem Jahre 1841 mit eingezogenem Giebel. In der korbbogigen Öffnung steht eine polychromierte Figur des hl. Johannes Nepomuk. | BDA-Hist.: Q37814483 Status: § 2a Stand der BDA-Liste: 2025-06-30 Name: Wegkapelle GstNr.: 1551/17 Wegkapelle in Peigarten, Gemeinde Pernersdorf                                             |
| ja   | Datei hochladen | Bildstock HERIS-ID: 16425 Objekt-ID: 12686                                              | Standort KG: Peigarten                            | Auf profiliertem Postament steht eine toskanische Säule mit Quaderaufsatz und Steinkreuzbekrönung aus dem Jahre 1656 und trägt eine Inschrift laut Erlass Ferdinands III. | BDA-Hist.: Q37814498 Status: § 2a Stand der BDA-Liste: 2025-06-30 Name: Bildstock GstNr.: 1759 Bildstock id. 12686 Peigarten (Gemeinde Pernersdorf)                                          |
| ja   | Datei hochladen | Glockenturm, Sog. Barbarakapelle, ehem. Brunnenkapelle HERIS-ID: 16426 Objekt-ID: 12687 | Peigarten 124, neben Standort KG: Peigarten       | Über einem barocken Unterbau aus der Mitte/2. Hälfte des 18. Jahrhunderts erhebt sich der barocke Glockenturm. Unterbau mit rundem Schluss und geschwungenem Giebel, Turm mit Putzrahmen gegliedert, Rundbogenfenster im Schallgeschoß und Pyramidenhelm. | BDA-Hist.: Q37814535 Status: § 2a Stand der BDA-Liste: 2025-06-30 Name: Glockenturm, Sog. Barbarakapelle, ehem. Brunnenkapelle GstNr.: 1551/1 Glockenturm in Peigarten, Gemeinde Pernersdorf |
| ja   | Datei hochladen | katholische Filialkirche heilige Radegundis HERIS-ID: 16438 Objekt-ID: 12700            | Standort KG: Peigarten                            | Romanischer Bau aus der 1. Hälfte des 13. Jahrhunderts mit gotischem Turm. Fassade des Langhauses aus steinsichtigen regelmäßigen Quaderlagen aufgemauert. Turm mit erneuerten rundbogigen Fenstern im Schallgeschoß und Pyramidenhelm. | BDA-Hist.: Q37814687 Status: § 2a Stand der BDA-Liste: 2025-06-30 Name: katholische Filialkirche heilige Radegundis GstNr.: 211/1 Filialkirche hl. Radegundis, Peigarten                     |
| ja   | Datei hochladen | Bildstock HERIS-ID: 16439 Objekt-ID: 12701                                              | Standort KG: Peigarten                            | | BDA-Hist.: Q37814707 Status: § 2a Stand der BDA-Liste: 2025-06-30 Name: Bildstock GstNr.: 1575/3                                                                                             |
| ja   | Datei hochladen | Ortskapelle heiliger Bartholomäus HERIS-ID: 16441 Objekt-ID: 12703                      | Pernersdorf 163, neben Standort KG: Pernersdorf   | Einfacher barocker Bau mit westlichem Dachreiter aus der 2. Hälfte des 18. Jahrhunderts. Lisenengegliederte Fassade mit putzfaschengerahmten Rundfenstern. Satteldach mit Giebelmauer seitlich des Dachreiters. Dachreiter mit Eckquaderung, runden Schallgeschoßfenstern, Uhrengiebeln und Pyramidenhelm.                                                            | BDA-Hist.: Q37814740 Status: § 2a Stand der BDA-Liste: 2025-06-30 Name: Ortskapelle heiliger Bartholomäus GstNr.: 384 Ortskapelle Pernersdorf                                                |
| ja   | Datei hochladen | Bildstock, Zigeunerkreuz HERIS-ID: 16446 Objekt-ID: 12708                               | Standort KG: Pernersdorf                          | Abgefaster Pfeiler mit reliefiertem Quaderaufsatz und abschließendem Steinkreuz. Der Quaderaufsatz ist mit 1696 und der Pfeiler mit 1861 sowie einem Restaurierungsvermerk aus dem Jahre 1996 bezeichnet. | BDA-Hist.: Q37814902 Status: § 2a Stand der BDA-Liste: 2025-06-30 Name: Bildstock, Zigeunerkreuz GstNr.: 2182 Bildstock id. 12708 (Gemeinde Pernersdorf)                                     |
| ja   | Datei hochladen | Figur heiliger Johannes Nepomuk HERIS-ID: 16448 Objekt-ID: 12710                        | Standort KG: Pernersdorf                          | Auf geschwungenem Sockel, der mit 1866 bezeichnet ist, steht die Figur des hl. Johannes Nepomuk. Anmerkung: In Fehlerliste eingetragen. | BDA-Hist.: Q37814932 Status: § 2a Stand der BDA-Liste: 2025-06-30 Name: Figur heiliger Johannes Nepomuk GstNr.: 1167/2 Johannes Nepomuk (Gemeinde Pernersdorf)                               |
| ja   | Datei hochladen | Bildstock HERIS-ID: 16453 Objekt-ID: 12715                                              | Standort KG: Pernersdorf                          | Tabernakelpfeiler mit abgefastem Schaft und Steinkreuzbekrönung bezeichnet mit 1864. Im Tabernakel Kreuzigungsrelief. | BDA-Hist.: Q37815061 Status: § 2a Stand der BDA-Liste: 2025-06-30 Name: Bildstock GstNr.: 1383/2                                                                                             |
| ja   | Datei hochladen | Pfarrhof HERIS-ID: 16451 Objekt-ID: 12713                                               | Pfaffendorf 20 Standort KG: Pfaffendorf           | Zweigeschoßiger Bau mit hohem Walmdach und östlich anschließendem Wirtschaftshof aus der 2. Hälfte des 18. Jahrhunderts. Fassade im Erdgeschoß durch Putzquaderung und im Obergeschoß durch Lisenen gegliedert. Faschengerahmte Fenster mit gekehlten Sohlbänken. Wirtschaftshof mit faschengerahmten Rechteckfenstern und Korbbogenportal mit profilierten Kämpfern. | BDA-Hist.: Q37815006 Status: § 2a Stand der BDA-Liste: 2025-06-30 Name: Pfarrhof GstNr.: 39 Pfarrhof Pfaffendorf, Gemeinde Pernersdorf                                                       |
| ja   | Datei hochladen | katholische Pfarrkirche heiliger Georg HERIS-ID: 16450 Objekt-ID: 12712                 | Pfaffendorf 51, bei Standort KG: Pfaffendorf      | Im Jahre 1663 wurde der im Kern gotische Bau mit Nordturm barockisiert. Gotische Strebepfeiler im Bereich des Chores, faschengerahmte Rundbogenfenster im Langhaus. | BDA-Hist.: Q37814965 Status: § 2a Stand der BDA-Liste: 2025-06-30 Name: katholische Pfarrkirche heiliger Georg GstNr.: 1 Pfarrkirche hl. Georg, Pfaffendorf                                  |
| ja   | Datei hochladen | Jubiläumskapelle HERIS-ID: 16430 Objekt-ID: 12692                                       | Karlsdorf 399, gegenüber Standort KG: Pfaffendorf | Wegkapelle mit Segmentbogenportal. Die Bezeichnung Jubiläumskapelle findet sich über dem Portal. | BDA-Hist.: Q37814613 Status: § 2a Stand der BDA-Liste: 2025-06-30 Name: Jubiläumskapelle GstNr.: 879/24 Jubiläumskapelle Pfaffendorf, Gemeinde Pernersdorf                                   |
| ja   | Datei hochladen | Figurenbildstock heiliger Georg HERIS-ID: 16452 Objekt-ID: 12714                        | Standort KG: Pfaffendorf                          | Toskanische Säule auf Sockel bezeichnet mit 1662, darauf die Figur des hl. Georg. | BDA-Hist.: Q37815047 Status: § 2a Stand der BDA-Liste: 2025-06-30 Name: Figurenbildstock heiliger Georg GstNr.: 1057 Georg Pfaffendorf (Gemeinde Pernersdorf)                                |
| ja   | Datei hochladen | Glockenturm HERIS-ID: 16454 Objekt-ID: 12716                                            | Ragelsdorf 40, bei Standort KG: Ragelsdorf        | Glockenturm mit Pyramidenhelm aus der 1. Hälfte des 19. Jahrhunderts. Rundbogenfenster, Fassade durch Ecklisenen gegliedert. | BDA-Hist.: Q37815099 Status: § 2a Stand der BDA-Liste: 2025-06-30 Name: Glockenturm GstNr.: 2012/3                                                                                           |
| ja   | Datei hochladen | Grabkapelle der Magdalena von Ehrenfels HERIS-ID: 16455 Objekt-ID: 12717                | Ragelsdorf 5, östlich Standort KG: Ragelsdorf     | Neugotische kreuzförmige Kapelle mit westlichem Dachreiter aus dem 4. Viertel des 19. Jahrhunderts. Strebepfeiler an den Gebäudeecken, Spitzbogenfenster und Spitzbogenportal. | BDA-Hist.: Q37815176 Status: § 2a Stand der BDA-Liste: 2025-06-30 Name: Grabkapelle der Magdalena von Ehrenfels GstNr.: 28                                                                   |